# Karbosulfan
Karbosulfan (systematický název 2,3-dihydro-2,2-dimethyl-7-benzofuranyl[(dibutylamino)thio]methylkarbamát) je organická sloučenina ze třídy karbamátů. Za běžných podmínek se jedná o hnědou viskózní kapalinu. Není příliš stabilní, zvolna se rozkládá již za pokojové teploty. Ve vodě se rozpouští jen nepatrně, neomezeně mísitelný je s xylenem, hexanem, chloroformem, dichlormethanem, methanolem a acetonem. Používá se jako insekticid. V Evropské unii je jeho používání zakázáno od roku 2007.
Orální LD50 pro potkany je 90 až 250 mg/kg, inhalační LC50 0,61 mg/l. Přes kůži se ale karbosulfan vstřebává jen nepatrně (LD50 u králíků je nad 2 000 mg/kg). Mechanismem toxického účinku je (podobně jako u jiných karbamátů) reverzibilní inhibice enzymu acetylcholinesterázy.

## Příprava
Karbosulfan je možné připravit reakcí karbofuranu s chloridem sirnatým a dibutylaminem.